# Kharigism
Kharigismul (arabă: الخارجية al-khāriğiyya de la singularul خارج khāriğ, participiu activ de la verbul خرج kharağa care înseamnă „a ieși”) sau kharigiții (pl. الخوارج khawāriğ, „cei care au ieșit”, „disidenții”) reprezintă prima sectă politico-religioasă a islamului care a apărut după bătălia de la Siffin și după acceptarea de către ‘Alī bin Abī Tālib, cel de-al patrulea calif bine-călăuzit, a arbitrajului propus de Muʿāwiyah ibn ʾAbī Sufyān în anul 657. Acești „dușmani de moarte ai lui ‘Alī”, cândva susținătorii lui, s-au ridicat de nenumărate ori cu arma în mână împotriva favorizării qurayșiților prin impunerea califului dintre membrii acestui trib. În încercarea de a menține vechile principii democratice ale islamului, kharigiții puritani au însângerat primele trei secole ale islamului
. Însuși ‘Alī a fost asasinat de un kharigit. Kharigiții sunt condamnați atât de istoricii sunniți, cât și de cei șiiți, care îi consideră primii și cei mai violenți schismatici. Astăzi reprezintă 3-4% din totalul musulmanilor , și nu mai există decât în Algeria, Libia și Oman (unde reprezintă aproximativ 75% din populație ), de unde au ajuns și în Zanzibar, mici facțiuni kharigite, așa-numiții ibadiți (sau, frecvent, abadiți), după ibn ʹIbāḍ (arabă: عبدالله بن اباض التميمي ), cel mai tolerant dintre întemeietorii unor schisme kharigite.

## Context istoric

### Disputa pentru succesiune la guvernarea comunității islamice după moartea profetului Muḥammad
Spre deosebire de creștinism, în islam, nu discuțiile doctrinare ci în primul rând neînțelegerile politice au dat naștere la schisme și erezii. După părerea lui Șahrastani, renumit istoric al religiilor de origine persană, cea mai sângeroasă dintre aceste lupte a fost aceea provocată de chestiunea califatului, de care Coranul nu s-a ocupat. Cui trebuia să-i revină, după Muḥammad, guvernarea noii comunități? La această întrebare textul Coranului nu oferă nici un răspuns. După moartea profetului, ginerele său, ‘Alī, a pretins că are anumite prerogative care îl îndreptățesc să primească succesiunea. Cu toate acestea, comunitatea musulmanilor, prin grupul reprezentanților ei, a respins de trei ori pretențiile lui ‘Alī, anulându-i candidatura. S-a convenit însă că „moștenirea” profetului, califatul, va rămâne rezervată tribului Qurayș, căruia îi aparținuse Muḥammad. Această precizare, înregistrată de marile culegeri de ḥadīṯ, s-a limitat de fapt să ridice la rang de lege nu o dispoziție sau măcar o sugestie a profetului, a cărei urmă clară nu s-a găsit, ci rânduiala urmată în timpul primelor secole de la Hegira, așa cum arată istoria dinastiilor omeyyadă și abbasidă. Împotriva acestei prerogative exclusive a qurayșiților s-a ridicat curând opoziția armată a kharigiților.  
După uciderea lui ʽUṯmān, reprezentantul aristocrației omeyyade, ‘Alī este ales calif, practic, întreaga lume islamică recunoscându-l ca succesor. Muʽāwiya ibn-ani-Sufyān, însă, guvernator al Siriei și rudă cu ʽUṯmān, se arăta hotărât să răzbune uciderea califului-martir. Astfel, el prezentă în moscheea din Damasc cămașa pătată de sânge a califului ucis și degetele soției sale retezate în timp ce încercase să-l apere. În loc să îl omagieze pe ‘Alī, Muʽāwiya l-a pus în fața următoarei dileme: să dezvăluie cine sunt asasinii succesorului de drept al profetului Muḥammad, sau să se complacă în situația de complice, ceea ce însă l-ar exclude de la califat. Astfel, cele două armate ajung, în cele din urmă, față în față pe câmpia Ṣiffīn, pe malul vestic al Eufratului. Când forțele lui ‘Alī erau pe punctul să învingă, comandantul armatei lui Muʽāwiya a recurs la o stratagemă: oamenii săi au prins în vîrful lăncilor copii ale Coranului, semn că nu armele, ci Coranul ar trebui să decidă. Ostilitățile au încetat iar ‘Alī a acceptat propunerea de arbitraj a sirienilor pentru a opri vărsarea de sânge musulman, arbitrajul urmând să fie acceptat „potrivit cuvântului lui Dumnezeu” – oricare ar fi fost acela. 

### Poziția kharigiților față de succesiunea la conducerea comunității islamice
Întrebarea dacă omeyyazii puteau mijloci călăuzirea dreaptă a credincioșilor musulmani constituia cheia problemei. Adepții celor înfrânți în primele două războaie civile (pioșii din lupta cu alianța formată din forțele ʽĀʹșei și din forțele lui Muʽāwiya și kharigiții) refuzau să accepte valabilitatea călăuzirii omeyyade, considerându-i pe aceștia doar simpli regi, nu califi. Refuzau să accepte noua ideologie a puterii omeyyade, noile mijloace de guvernare. Făceau apel la teocrația medineză, unde Muḥammad, deși fusese profet, nu se considerase deasupra legilor și comunității, așa cum era cazul omeyyazilor. 
Kharigiții se definesc în raport cu sunniții și șiiții în funcție de același criteriu care stă la baza diferențierii acestora: cine este cel care are dreptul să conducă comunitatea musulmană după moartea profetului. 
Acceptarea arbitrajului s-a dovedit a avea consecințe dezastruoase pentru ‘Alī, mulți dintre susținătorii săi îndepărtându-se de el. Aceștia, cei care reprezentau aripa dură a armatei califului și care se ridicau împotriva ideii de pace cu Muʽāwiya (era considerat „rebelul” despre care se vorbește în Coran și care trebuia combătut cu sabia) , formează gruparea kharigiților, prima sectă din islam, ale cărei acțiuni îi vor fi fatale. Uniți sub sloganul „judecata aparține numai lui Dumnezeu” (arabă: لا حكم إلا لله lā ḥukma ʹillā li-llāhi), și-au strâns o armată de 4000 de oameni. În 659, ‘Alī le atacă tabăra de pe malul canalului Nahrawān și îi înfrânge, dar aceștia se vor răscula sistematic și vor constitui o problemă permanentă pentru califat, până în perioada abbasidă. Pe 24 ianuarie 661, la Kufa, în timp ce se îndrepta spre moschee, ‘Alī este lovit în frunte de o sabie otrăvită, armă care îi aparținea unui kharigit care dorea astfel să răzbune uciderea la Nahrawān a rudelor unei prietene. 
După ce s-au revoltat împotriva lui ‘Alī, ucigându-l, în final, au cerut ca demnitatea de calif să revină „celui mai bun și nu membrului cutărei familii sau cutărui clan. De aici, un califat exclusiv electiv și nicidecum ereditar, pentru care nici o considerație de naștere sau de neam nu trebuia să tragă cumpănă și nici să împiedice desemnarea celui mai demn, fie el chiar și un sclav abisinian.” . Kharigiții au considerat încă de la început drept „ortodoxă” doar comunitatea medineză din perioada dintre Hegira și cucerirea orașului Mecca, eveniment după care islamul s-ar fi deteriorat, devenind „qurayșit”. De aceea, moștenirea raiului se putea obține doar trăind experiența Hegirei, zi de zi, ascultând de poruncile lui Dumnezeu. 
Luptele sus-menționate sunt, după părerea unor autori, războaie civile în interiorul unui război civil purtat nu atât împotriva lui ‘Alī, cât mai degrabă, cu disperare, împotriva corupției politice care au copleșit cu atâta repeziciune visul lui Muḥammad: un islam pur și în care toți oamenii erau liberi să se adreseze în mod egal lui Dumnezeu și în care liderul lor se putea lăuda că sărăcia este mândria lui. 

## Credințe și practici
Spre deosebire de sunniți, dar și de șiiți, kharigiții nu aveau să fie niciodată de acord să ridice ḥadīṯ -ul la rangul de fundament pentru legea și cultura islamice. Ei aveau încredere doar în Coran, bucurându-se, în același timp, și de tradiția orală a triburilor arabe nomade.  Acești puritani, depozitarii tendințelor egaliste ale beduinilor (în cultura cărora decizia de a îndepărta sau a exclude grupările disidente este firească ), au recunoscut totuși legitimitatea primilor doi califi și cu unele rezerve, pe aceea a lui ʽUṯmān și ‘Alī. La început, kharigiții nu s-au deosebit de sunniți decât prin detalii cu privire la reglementările legislației care impuneau o purtare mai sobră și la respectarea ritualului, rămas la ei mai rudimentar.  Deși gruparea a luat naștere înaintea apariției discuțiilor stârnite de școlile de drept canonic, ei au fost de acord, în mai multe probleme, cu soluțiile și ideile muʽtazilite. Refuză, de pildă, să accepte că textul Coranului ar fi necreat, așa cum nu sunt de acord să rezerve nemusulmanilor chinurile veșnice ale iadului. Ei acceptă că păcatul grav este incompatibil cu calitatea de credincios, că minciuna, blestemul etc. întrerup curățenia rituală și obligă la repetarea abluțiunii. Interzic cultul sfinților, pelerinajele locale și frățiile sufite. 
Dacă pe planul laic ei n-au desfășurat niciodată o acțiune foarte însemnată sau foarte extinsă, ei aveau să joace un important rol în istoria gândirii islamice, ajutând-o să definească anumite noțiuni rămase neclare. Opiniile lor, chiar dacă respinse, au stat la originea multor sisteme ce au înflorit în anii următori .

## Subsecte și tendințe
Kharigiții s-au împărțit încă din epoca omeyyadă într-o serie de subsecte și tendințe, printre care: azraqită, ibadită, sufrită (denumite astfel după întemeietori). Dintre acestea, cea care mai supraviețuiește până în zilele noastre este secta ibadită (apărută în 747), adepții căreia reprezentând 3-4% din musulmani. 

### Ibadiții

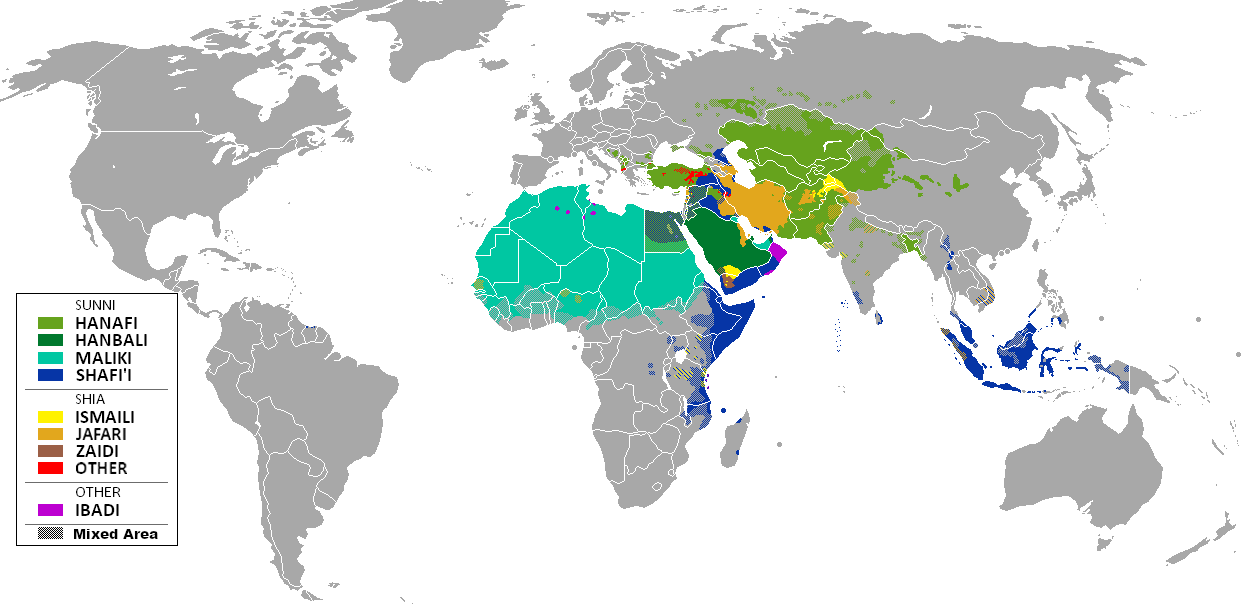
Răspândirea şcolilor de jurisprudenţă islamică

În epoca modernă kharigiții sunt numiți, de obicei, ibadiți, de la numele lui ibn ʹIbāḍ (arabă: عبدالله بن اباض التميمي ), conducătorul celei mai puțin extremiste dintre numeroasele subgrupuri în care s-au împărțit. Este, de altfel, și singura care s-a menținut până în zilele noastre, grație tendințelor ei mai puțin radicale. Unii dintre kharigiți ar vrea să fie excluse din Coran, pe lângă Sura lui Iosif, și blestemele adresate lui ʹAbū Lahab. Asupra acestui comentariu, ca și prin faptul că recurg adesea la raʹy, acești puritani ai islamului sunt din nou de acord cu muʽtaziliții. Ei interpretează și aplică ad litteram pedeapsa cu tăierea mâinii, pe  care Coranul o aplică hoților, fără să țină seama de valoarea furtului comis, așa cum dispun celelalte școli. Acceptă mărturia unui credincios nemusulman chiar și împotriva unui ibadit. 

## Răspândire geografică
În zilele noastre, pot fi întâlniți, în grupuri restrânse, în primul rând printre berberii din nordul Africii, în Mzab (Algeria), pe lângă Gardaya (oraș din nordul Algeriei, care a făcut parte dint-un „stat teocratic” în deșertul Mzab, la 600 km sud de Alger, unde ibadiții s-au refugiat pentru a trăi într-o comunitate religioasă supusă legilor divine), în insula Djerba (Tunisia), în munții Nafusa (Libia), apoi în regiunea Omanului (unde reprezintă aproximativ 75% din populație), de unde au trecut în Zanzibar, care a devenit un centru al publicațiilor kharigite. În Algeria, opoziția lor față de sunniți i-a apropiat de guvernul francez, mai ales de când acesta i-a autorizat să-și urmeze propriul sistem juridic. Berberii ibadiți din Mzab și cei din nordul Africii rămân în relații strânse cu coreligionarii lor din Oman și Zanzibar. Atașamentul Siriei față de cauza omeyyazilor nu a permis niciodată kharigismului să pătrundă în această țară .